# Julien Libeer
Pour les articles homonymes, voir Libeer.
Julien Libeer, est un pianiste belge, né à Courtrai en octobre 1987

## Biographie

### Formation et études
Enfant, Julien Libeer développe un intérêt très large pour la musique classique (répertoire d'opéra, musique de chambre et symphonique comme celui du piano). Dès l’âge de quatre ans, il a voulu être chef d’orchestre en regardant Leonard Bernstein dirigeant West Side Story, mais c’est en découvrant le pianiste et compositeur roumain Dinu Lipatti qu’il décide de devenir pianiste,.
Entre 2005 et 2009, Julien Libeer fait ses études au Conservatoire royal de Bruxelles (avec Daniel Blumenthal). À 18 ans, il se perfectionne auprès du pédagogue franco-polonais Jean Fassina (à Paris), puis auprès de la pianiste portugaise Maria João Pires (à la Chapelle musicale Reine Élisabeth), avec qui il partagera régulièrement la scène.
À la suite de ses études, il se perfectionne en musique de chambre avec les membres du Quatuor Artemis et reçoit les conseils réguliers de Dmitry Bashkirov, Alfred Brendel, Nelson Delle Vigne-Fabbri, Jura Margulis et Gerhard Schulz (Quatuor Alban Berg).
Si Julien Libeer s'est volontairement tenu loin du circuit des concours internationaux, il n'en a pas moins reçu, en 2008, le Prix Juventus (jeune soliste européen le plus prometteur), et le Prix du Jeune musicien de l'année par l'Union de la presse musicale belge en 2010. En 2013 et 2016, il reçoit le prix du public décerné chaque année par la radio flamande Klara.

### Carrière
Julien Libeer est artiste en résidence à Flagey (Bruxelles, Belgique) depuis 2020.
Il est invité à jouer en tant que soliste, concertiste et chambriste sur les scènes internationales à Amsterdam (Concertgebouw), Barcelone (Palau de la Musica), Bruxelles (Flagey, Palais des Beaux-Arts), Cardiff (Steinway International Concert Series), Hambourg (Elbphilharmonie), Londres (Wigmore Hall, Barbican Hall), Madrid (l’Auditorium National), Paris (Théâtre des Abbesses), Rotterdam (De Doelen).
D’autres tournées l’ont mené au Japon (Tokyo, Sumida Tryphony Hall), au Liban (Beirut Chants festival), Turquie (The International Ankara Music Festival), en Roumanie (George Enescu Festival) et aux États-Unis (Miami International Piano Festival).
Julien Libeer a été invité par de nombreux orchestres : la Deutsche Kammerphilharmonie Bremen, Brussels Philharmonic, Belgian National Orchestra, Hong Kong Sinfonietta, Antwerp Symphony Orchestra, Sinfonia Varsovia and New Japan Philharmonic; avec des chefs d’orchestre comme Trevor Pinnock, Michel Tabachnik, Augustin Dumay, Hervé Niquet, Joshua Weilerstein, Enrique Mazzola, et Christopher Warren-Green. 
Sa défense de l'œuvre de Dinu Lipatti a donné lieu à une tournée de concerts avec l’Orchestre de la Radio Roumaine, ainsi qu’à deux enregistrements parus sur le label belge Evil Penguin Classic.
Chambriste, Julien Libeer collabore avec le Danish String Quartet, Camille Thomas, avec qui il a enregistré l’album Réminiscences (label La Dolce Volta), Paul Lewis, Maria João Pires et Lorenzo Gatto, avec qui il a joué et enregistré l’intégrale des sonates pour violon et piano de Beethoven (label Alpha Classics).
Très apprécié pour son éloquence, Julien Libeer est un invité régulier des médias belges et étrangers,.
Il est à l’origine de multiples projets qui essayent d’étendre l’impact de la musique au-delà de la salle de concert et où il tient le rôle de producteur, présentateur et modérateur : « Studio Flagey Klassiek » sur Canvas, une importante émission télévisée belge autour de la musique classique (2016); « Salon Libeer, » au Concertgebouw de Bruges, qui combine musique et discussion dans l’espoir d’approfondir l’expérience musicale des auditeurs (2017-2021); Depuis février 2022, il anime « Dead or Alive » à la LUCA School of Arts, une invitation à approfondir les questions complexes qui sous-tendent une vie dans la musique, présentée sous forme de lectures, débats et séquences musicales, avec différentes personnalités invitées (philosophes, écrivains, musiciens, etc.).
En 2013, il fait l’objet d’un portrait-documentaire TV "Technique doesn’t exist", avec Maria João Pires et Donald Sturrock. En 2018, Musiq3/RTBF lui consacre un autre documentaire de 50 minutes dans la série “Jeunes solistes, grands destins: Julien Libeer”.
Julien Libeer est aussi investi, avec de nombreux autres artistes, dans le projet Singing Molenbeek, dont il est le directeur artistique. Créée par Zeno Popescu en 2014, cette chorale associative développe des projets artistiques et pédagogiques à destination des enfants d’école primaires communales de Molenbeek, en banlieue bruxelloise.

## Discographie
Les enregistrements de Julien Libeer ont été largement distingués par la presse internationale, à la fois pour l’originalité de leur conception que la qualité de réalisation. Aux côtés d'albums avec la violoncelliste Camille Thomas (Réminiscences, La Dolce Volta) et le violoniste Lorenzo Gatto (Intégrale des sonates pour violon et piano de Beethoven, Alpha Classics), il a enregistré pour harmonia mundi un « Bach - Bartók » en 2020, suivi en 2022 par « A Well- tempered Conversation », une approche conceptuelle du mythique Clavier Bien Tempéré de Bach mis en miroir avec des œuvres en mode majeur de compositeurs classiques et contemporains. Ce dernier projet discographique est décliné au concert avec différentes formations : piano solo, piano/chœur, etc.
Piano solo
• J.S. Bach & beyond - A Well-Tempered Conversation - Jean-Sébastien Bach : Le Clavier bien tempéré (Livre 1 ) en alternance avec des œuvres de Ludwig van Beethoven, Johannes Brahms, Ferruccio Busoni, Frédéric Chopin, Gabriel Fauré, György Ligeti, Wolfgang Amadeus Mozart, Sergueï Rachmaninov, Maurice Ravel, Max Reger, Arnold Schoenberg, Dmitri Chostakovitch. Julien Libeer, piano ; Artiste invité: Adam Laloum (2CD, 2022, harmonia mundi) - Récompenses : ffff Télérama, “Album classique de l'année 2022” De Standaard (Belgique), Heute Klassiek Empfehlung 10/10 (Allemagne), Joker de Crescendo Magazine (Belgique).
• Bach | Bartók - Piano Suites - Jean-Sébastien Bach : Suite française n° 5 ;  Partita n° 2 ; Béla Bartók : Suite pour piano op.14 ; En plein air (Out of Doors, Sz. 81). Julien Libeer, piano. (1CD, 2020, harmonia mundi) - Récompense : 5 de Diapason.
• Lignes Claires - Ravel/Lipatti - Maurice Ravel : Valses nobles et sentimentales, M. 61 ; Le tombeau de Couperin, M. 68 - Dinu Lipatti : Nocturne ; Sonatine pour la main gauche. Julien Libeer, piano. (1CD, 2016,  Evil Penguin Classic) - Récompense : 5 de Diapason.
Duos
• Ludwig van Beethoven : Sonates pour violon et piano n° 3 en mi bémol majeur op. 12 n° 3, n° 7 en ut mineur op. 30 n° 2, n° 6 en la majeur op. 30 n° 1 et n° 8 en sol majeur opus 30 n° 3. Lorenzo Gatto, violon et Julien Libeer, piano. (1CD, 2019, Alpha Classics). Récompense : Choc de Classica.
• Ludwig van Beethoven : Sonates pour violon et piano n° 1 en ré majeur op. 12 n° 1, n° 10 en sol majeur op. 96, n° 5 en fa majeur op. 24  “Le Printemps”. Lorenzo Gatto, violon et Julien Libeer, piano. (1CD, 2018, Alpha Classics).
• Ludwig van Beethoven : Sonates pour violon et piano n° 9 en la majeur op. 47 "Kreutzer", n° 4 en la mineur op. 23, n° 2 en la majeur op. 12 n° 2. Lorenzo Gatto, violon et Julien Libeer, piano. (1CD, 2016, Alpha Classics) - Récompenses : Diapason d'or de l'année 2016, Choc de Classica de l'année 2016.
• Réminiscences - Gabriel Fauré : Élégie, op. 24 ; Mélodies, Op. 7 ; 3 Songs, Op. 23 (I. Les Berceaux) ; Sicilienne, Op. 78 - Camille Saint-Saëns : Le carnaval des animaux, R. 125 (VIII. Le Cygne) ; Suite pour violoncelle et piano, Op. 16bis (II. Sérénade) - César Franck : Sonate pour violoncelle et piano en La majeur, FWV 8 - Eugène Ysaÿe : Sonate pour violoncelle solo, Op. 28 - Henri Duparc : L'Invitation au voyage. Camille Thomas, violoncelle et Julien Libeer, piano. (1CD, 2016, La Dolce Volta) - Récompenses : Choc de Classica, Echo Klassik Preis (Allemagne).
Orchestre
• Lignes Parallèles – Haydn/Lipatti/Mozart - Joseph Haydn : Symphonie n° 49 en fa mineur, Hob. I:49 "La Passion" - Dinu Lipatti : Concertino "In classical style" op. 3, pour piano et orchestre de chambre - Wolfgang Amadeus Mozart : Concerto pour piano et orchestre n°27 en si bémol majeur K. 595. Julien Libeer, piano ; Les Métamorphoses, orchestre ; Raphaël Feye, direction. (1CD, 2018,  Evil Penguin Classic) - Récompense : 5 de Diapason.
Collaboration artistique
• César Franck - Complete Chamber Music - Intégrale de la musique de chambre de César Franck. Multi-interprètes : Leon Blekh, Augustin Dumay, Anna Agafia, Lorenzo Gatto, Shuichi Okada, Miguel da Silva, Ari Evan, Gary Hoffman, Stéphanie Huang, Frank Braley, Alexandre Chenorkian, Jonathan Fournel, Salih Can Gevrek, Julien Libeer, Jean-Claude Vanden Eynden, Philippe Cormann, Quartetto Adorno, Trio Ernest, Karski Quartet. (4CD, 2022, Fuga Libera | Chapelle Musicale Reine Elisabeth | Palazzetto Bru Zane) - Récompenses : Diapason d'or de l'année 2022, ffff Télérama